# Safinah
Safinah (tiếng Ả Rập: صفينة) là một ngôi làng Syria nằm ở phó huyện của huyện Hama ở tỉnh Hama. Theo Cục Thống kê Trung ương Syria (CBS), Safinah có dân số 432 người trong cuộc điều tra dân số năm 2004.